# Peucedanum rochelianum
Peucedanum rochelianum är en flockblommig växtart som beskrevs av János Johann A. Heuffel. Peucedanum rochelianum ingår i släktet siljor, och familjen flockblommiga växter. Inga underarter finns listade i Catalogue of Life.